# Vanløse Idrætspark
Vanløse Idrætspark er et fodboldstadion i Vanløse, som er hjemsted for Vanløse IF og for FC København kvinder.  